# Ri Thong-il
Ri Thong-il (20 novembre 1992) è un calciatore nordcoreano, difensore del Kigwancha e della Nazionale nordcoreana.

## Carriera

### Club
Ha giocato nella prima divisione nordcoreana.

### Nazionale
Con la nazionale nordcoreana ha preso parte alla Coppa d'Asia 2019.

## Statistiche
Statistiche aggiornate al 1º gennaio 2019.

### Cronologia presenze e reti in nazionale
| Cronologia completa delle presenze e delle reti in nazionale ― Corea del Nord | Cronologia completa delle presenze e delle reti in nazionale ― Corea del Nord | Cronologia completa delle presenze e delle reti in nazionale ― Corea del Nord | Cronologia completa delle presenze e delle reti in nazionale ― Corea del Nord | Cronologia completa delle presenze e delle reti in nazionale ― Corea del Nord | Cronologia completa delle presenze e delle reti in nazionale ― Corea del Nord | Cronologia completa delle presenze e delle reti in nazionale ― Corea del Nord | Cronologia completa delle presenze e delle reti in nazionale ― Corea del Nord |
| Data                                                                          | Città                                                                         | In casa                                                                       | Risultato                                                                     | Ospiti                                                                        | Competizione                                                                  | Reti                                                                          | Note                                                                          |
| ----------------------------------------------------------------------------- | ----------------------------------------------------------------------------- | ----------------------------------------------------------------------------- | ----------------------------------------------------------------------------- | ----------------------------------------------------------------------------- | ----------------------------------------------------------------------------- | ----------------------------------------------------------------------------- | ----------------------------------------------------------------------------- |
| 13-10-2018                                                                    | Tashkent                                                                      | Uzbekistan                                                                    | 2 – 0                                                                         | Corea del Nord                                                                | Amichevole                                                                    | -                                                                             |                                                                               |
| 13-01-2019                                                                    | al-'Ayn                                                                       | Corea del Nord                                                                | 0 – 6                                                                         | Qatar                                                                         | Coppa d'Asia 2019 - 1º turno                                                  | -                                                                             | 76’                                                                           |
| Totale                                                                        |                                                                               | Presenze                                                                      | 2                                                                             |                                                                               | Reti                                                                          | 0                                                                             |                                                                               |